# Obrovská propast
Obrovská propast je korozivně-řítivá propast, která se nachází ve Slovenském krasu na planině Dolný vrch. Patří do katastrálního území obce Jablonov nad Turňou blízko hranic s Maďarskem.

## Popis
Propast se skládá z více šachet a dómů. Hlavní šachta propasti se směrem dolů rozšiřuje a dosahuje hloubky 63 m. Nejkrásnější sintrová výzdoba se nachází v dómu s názvem „Galerie“.

## Ochrana
Propast byla poprvé zkoumána v roce 1959 maďarskými jeskyňáři. V roce 1995 byla spolu s dalšími slovenskými a maďarskými propastmi a jeskyněmi zapsána do seznamu Světového dědictví UNESCO pod společným názvem Jeskyně Aggteleckého krasu a Slovenského krasu. Od roku 1996 patří mezi národní přírodní památky Slovenska.
Obrovská priepasť je národní přírodní památka ve správě příspěvkové organizace Správa slovenských jeskyní. Nachází se v katastrálním území obce Jablonov nad Turňou v okrese Rožňava v Košickém kraji. Území bylo vyhlášeno v roce 1996. Ochranné pásmo nebylo stanoveno.